# Francesco di Lorena
Francesco di Lorena (Bar-le-Duc, 24 giugno 1506 – Pavia, 24 febbraio 1525) è stato un nobile e militare francese.
Ebbe il titolo di Signore di Lambesc.

## Biografia
Era il settimo figlio maschio del duca Renato II di Lorena e della seconda moglie Filippina di Gheldria.
Giovanissimo, entrò a far parte dell'esercito francese divenendone un comandante. Scese in campo accanto a Francesco I di Francia partecipando alla Battaglia di Pavia del 1525. In particolare si distinse per aver comandato la cosiddetta "fascia nera", ossia mercenari al soldo del re di Francia. La "fascia nera" era composta da Lanzichenecchi, che avevano rifiutato di prestare servizio sotto l'imperatore.
Durante il combattimento Francesco perse la vita. La battaglia venne comunque vinta da Carlo V.

## Ascendenza
|                          |                   |                         | Genitori                  |  |  | Nonni |  |  | Bisnonni             |  |  | Trisnonni               |  |
|                          |                   |                         |                           |  |  |       |  |  | Antonio di Vaudémont |  |  | Federico I di Vaudémont |  |
|                          |                   |                         |                           |  |  |       |  |  | Antonio di Vaudémont |  |  | Federico I di Vaudémont |  |
|                          |                   | Margherita di Joinville |                           |  |  |       |  |  | Antonio di Vaudémont |  |  |                         |  |
| Federico II di Vaudémont |                   |                         |                           |  |  |       |  |  | Antonio di Vaudémont |  |  |                         |  |
|                          |                   | Maria d'Harcourt        | Giovanni VII d'Harcourt   |  |  |       |  |  |                      |  |  |                         |  |
|                          |                   | Maria d'Harcourt        | Giovanni VII d'Harcourt   |  |  |       |  |  |                      |  |  |                         |  |
|                          |                   | Maria d'Harcourt        | Maria d'Alençon           |  |  |       |  |  |                      |  |  |                         |  |
| Renato II di Lorena      |                   | Maria d'Harcourt        |                           |  |  |       |  |  |                      |  |  |                         |  |
|                          |                   | Renato d'Angiò          | Luigi II d'Angiò          |  |  |       |  |  |                      |  |  |                         |  |
|                          |                   | Renato d'Angiò          | Luigi II d'Angiò          |  |  |       |  |  |                      |  |  |                         |  |
|                          |                   | Renato d'Angiò          | Iolanda di Aragona        |  |  |       |  |  |                      |  |  |                         |  |
| Iolanda d'Angiò          |                   | Renato d'Angiò          |                           |  |  |       |  |  |                      |  |  |                         |  |
|                          |                   | Isabella di Lorena      | Carlo II di Lorena        |  |  |       |  |  |                      |  |  |                         |  |
|                          |                   | Isabella di Lorena      | Carlo II di Lorena        |  |  |       |  |  |                      |  |  |                         |  |
|                          |                   | Isabella di Lorena      | Margherita del Palatinato |  |  |       |  |  |                      |  |  |                         |  |
| Francesco di Lorena      |                   | Isabella di Lorena      |                           |  |  |       |  |  |                      |  |  |                         |  |
|                          | Arnoldo di Egmond | Giovanni II di Egmond   |                           |  |  |       |  |  |                      |  |  |                         |  |
|                          | Arnoldo di Egmond | Giovanni II di Egmond   |                           |  |  |       |  |  |                      |  |  |                         |  |
|                          | Arnoldo di Egmond | Maria van Arkel         |                           |  |  |       |  |  |                      |  |  |                         |  |
| Adolfo di Egmond         | Arnoldo di Egmond |                         |                           |  |  |       |  |  |                      |  |  |                         |  |
|                          |                   | Caterina di Clèves      | Adolfo I di Clèves        |  |  |       |  |  |                      |  |  |                         |  |
|                          |                   | Caterina di Clèves      | Adolfo I di Clèves        |  |  |       |  |  |                      |  |  |                         |  |
|                          |                   | Caterina di Clèves      | Maria di Borgogna         |  |  |       |  |  |                      |  |  |                         |  |
| Filippina di Gheldria    |                   | Caterina di Clèves      |                           |  |  |       |  |  |                      |  |  |                         |  |
|                          |                   | Carlo I di Borbone      | Giovanni I di Borbone     |  |  |       |  |  |                      |  |  |                         |  |
|                          |                   | Carlo I di Borbone      | Giovanni I di Borbone     |  |  |       |  |  |                      |  |  |                         |  |
|                          |                   | Carlo I di Borbone      | Maria di Berry            |  |  |       |  |  |                      |  |  |                         |  |
| Caterina di Borbone      |                   | Carlo I di Borbone      |                           |  |  |       |  |  |                      |  |  |                         |  |
|                          |                   | Agnese di Borgogna      | Giovanni di Borgogna      |  |  |       |  |  |                      |  |  |                         |  |
|                          |                   | Agnese di Borgogna      | Giovanni di Borgogna      |  |  |       |  |  |                      |  |  |                         |  |
|                          |                   | Agnese di Borgogna      | Margherita di Baviera     |  |  |       |  |  |                      |  |  |                         |  |
|                          |                   | Agnese di Borgogna      |                           |  |  |       |  |  |                      |  |  |                         |  |